# Người tị nạn Bhutan

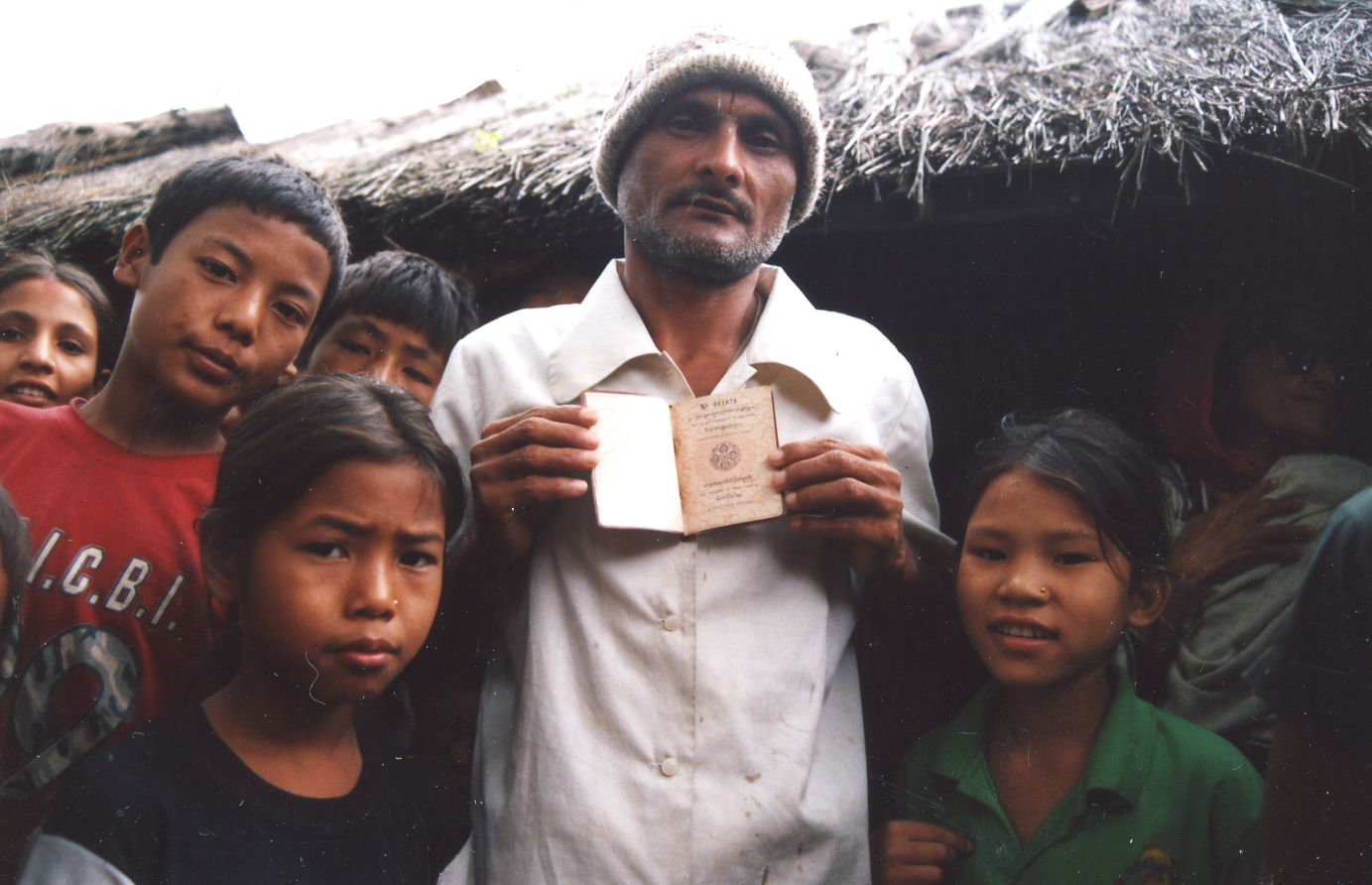
Người tị nạn Bhutan ở Beldangi I đang cho coi một hộ chiếu Bhutan. Nó là một hộ chiếu pháp lý của Bhutan rằng nhiều người tị nạn Bhutan bí mật đem theo khi họ bị buộc phải trục xuất khỏi Bhutan. Mặc dù, hộ chiếu và nhiều tài liệu pháp lý của một số người tị nạn Bhutan đã được thực hiện bởi chính phủ Bhutan sau khi quân đội Bhutan buộc phải ký giấy tờ cho rằng 'sẵn sàng ra đi'.

Người Bhutan tị nạn là Lhotshampas ("người miền nam"), một nhóm người Bhutan nói tiếng Nepali, bao gồm cả người Kirat, Tamang, Magar, Brahman, Chhetri và Gurung. Những người tị nạn này đăng ký trong các trại tị nạn ở miền đông Nepal trong những năm 1990 khi công dân Bhutan bị trục xuất khỏi Bhutan trong thời kỳ thanh lọc dân tộc do vua Jigme Singye Wangchuk của Bhutan thực hiện. Vì Nepal và Bhutan vẫn chưa thực hiện bất kỳ thỏa thuận nào về hồi hương, nhiều người tị nạn ở Bhutan đã chuyển đến Bắc Mỹ, Châu Đại Dương và Châu Âu dưới sự bảo trợ của Cao ủy Liên Hợp Quốc về người tị nạn(UNHCR). Nhiều người Lhotshampa cũng di cư đến các vùng Tây Bengal và Assam ở Ấn Độ độc lập với UNHCR.

## Sự kiện lịch sử
Các hồ sơ còn sót lại của lịch sử Bhutan cho thấy ảnh hưởng của Tây Tạng đã tồn tại từ thế kỷ thứ VI. Vua Songtsen Gampo, người cai trị Tây Tạng từ năm 627 đến năm 649, chịu trách nhiệm về việc xây dựng những ngôi chùa Phật giáo cổ nhất ở Bhutan, Kyichu Lhakhang ở Paro và Jambay Lhakhang ở Bumthang. Việc định cư tại Bhutan bởi những người có nguồn gốc Tây Tạng đã xảy ra vào lúc này..
Những báo cáo đầu tiên của người của Nepal nguồn gốc ở Bhutan là khoảng 1620, khi Shabdrung Ngawang Namgyal đã cho một vài thợ thủ công Newar từ thung lũng Kathmandu ở Nepal để tạo ra một ngôi tháp bằng bạc để chứa tro tàn của cha ông Tempa Nima. Kể từ đó, những người có nguồn gốc Nepal bắt đầu giải quyết ở các khu vực không có người ở của miền nam Bhutan. Phía nam sớm trở thành nơi cung cấp thực phẩm chính của đất nước. Người Bhutan có nguồn gốc Nepal, Lhotshampas, đang phát triển mạnh cùng với nền kinh tế của Bhutan. Đến năm 1930, theo các quan chức thực dân Anh, phần lớn miền Nam đang được trồng trọt bởi dân số có nguồn gốc Nepal với khoảng 60.000 người.
Sự giải quyết ở Bhutan về một lượng người di cư lớn từ Nepal đã diễn ra trong những năm đầu thế kỷ XX. Điều này đã được ủng hộ từ Nhà Bhutan trong Kalimpong vì mục đích thu thuế của chính phủ. Trong những năm 1930, Nhà Bhutan đã cho 5000 gia đình công nhân Nepali ở Tsirang một mình. Trong những năm 1940, một cán bộ chính trị người Anh, ông Basil Gould được trích dẫn nói rằng khi ông cảnh báo ngài Raja Sonam Topgay Dorji của Nhà Bhutan về nguy cơ tiềm ẩn nguy cơ cho phép nhiều người Nepal cư trú ở miền nam Bhutan, ông trả lời rằng "vì họ không phải là đối tượng đăng ký mà họ có thể bị đuổi ra bất cứ khi nào có nhu cầu". Hơn nữa, Lhotshampa bị cấm không được di cư đến phía bắc của chân đồi cận nhiệt đới.
Người Nepal định cư ở Tây Bengal và Assam sau khi rời Bhutan đã thành lập Quốc hội Bang Bhutan năm 1952 để đại diện cho quyền lợi của những người nước ngoài khác ở Ấn Độ cũng như các cộng đồng mà họ đã để lại. Một nỗ lực để mở rộng hoạt động của họ vào Bhutan với phong trào satyagraha (không kháng cự bằng bạo lực) vào năm 1954 đã thất bại trong việc huy động lực lượng dân quân của Bhutan và sự thiếu nhiệt tình giữa những người Nepal ở Bhutan, những người không muốn mạo hiểm tình trạng của họ. Chính phủ Bhutan tiếp tục khuếch tán phong trào Quốc hội Bhutan bằng cách cho phép nhượng bộ cho thiểu số và cho phép về sự đại diện của Nepal trong Quốc hội. Quốc hội Bang Bhutan tiếp tục hoạt động trong vấn đề lưu vong cho đến khi điều đó bị suy giảm và dần dần biến mất vào đầu những năm 1960. Các nhà lãnh đạo bị lưu vong đã được ân xá vào năm 1969 và được phép trở lại.

### Đạo luật về quyền công dân Bhutan năm 1958
Vào cuối thời vua Jigme Wangchuck thứ hai trong những năm 1950, số lượng người nhập cư mới đã tăng lên gây căng thẳng giữa nhà vua và dòng họ Dorji ở Nhà Bhutan. Ân xá được thông qua Đạo luật về quyền công dân năm 1958 cho tất cả những người có thể chứng minh được sự hiện diện của họ tại Bhutan trong ít nhất 10 năm trước năm 1958. Mặt khác, chính phủ cũng cấm tiếp tục nhập cư vào năm 1958.
Tuy nhiên từ năm 1961 trở đi, với sự hỗ trợ của Ấn Độ, chính phủ đã bắt đầu lên kế hoạch các hoạt động phát triển bao gồm các công trình phát triển cơ sở hạ tầng đáng kể. Không thoải mái với mong muốn của Ấn Độ đưa nhân công vào một số lượng lớn từ Ấn Độ, chính phủ ban đầu đã cố gắng chứng minh năng lực của chính mình bằng cách nhấn mạnh rằng đường cao tốc Thimphu-Phuntsholing dự kiến sẽ được thực hiện với lực lượng lao động riêng của mình. Chính phủ cũng đã cố gắng kiềm chế nhập cư. Mặc dù dự án đã thành công, hoàn thành đường cao tốc 182 km chỉ trong hai năm, việc nhập khẩu lao động từ Ấn Độ là không thể tránh khỏi. Với phần lớn Bhutan tự làm nông dân, Bhutan thiếu cung cấp sẵn sàng cho các công nhân sẵn sàng tiếp nhận các dự án cơ sở hạ tầng lớn. Điều này dẫn đến việc nhập cư quy mô lớn các công nhân xây dựng có tay nghề cao và không có tay nghề từ Ấn Độ: 162-165, 220 Những người này chủ yếu là người gốc Nepal và định cư ở miền Nam, theo yêu cầu, giữa các cư dân hợp pháp và bất hợp pháp. 162 Với áp lực của các hoạt động phát triển, xu hướng này vẫn không được kiểm tra hoặc kiểm tra không đầy đủ trong nhiều năm. Các bài kiểm tra về xuất nhập cảnh và các văn phòng nhập cư thực sự được thành lập lần đầu tiên sau năm 1990.

### Đạo luật về quyền công dân Bhutan năm 1985
Đến năm 1980, chính phủ đã trở nên sâu sắc ý thức không chỉ nhập cư bất hợp pháp tràn lan của người gốc Nepal vào Bhutan, nhưng cũng tổng thiếu hội nhập thậm chí của những người nhập cư lâu dài vào dòng chính chính trị và văn hóa của đất nước. Hầu hết Lhotshampa vẫn giữ văn hoá Nepal. Về phần mình, chính phủ phần lớn đã bỏ qua việc giải quyết bất hợp pháp, nhưng đã khuyến khích việc kết hôn với thanh toán bằng tiền mặt như một phương tiện đồng hóa. Tuy nhiên, điều này đã được đáp ứng với sự thành công không đáng kể so với sự đồng hóa thực tế. Cũng có một nhận thức về một phong trào Nepal nổi lên từ các khu vực thống trị Nepal ở Nepal, Darjeeling, Kalimpong và Tây Bengal mà người Bhutan sợ là chủ nghĩa yêu nước của Nepal.
Nhận thức được sự phân chia ngày càng tăng này như là một mối đe dọa đối với sự thống nhất quốc gia, chính phủ đã ban hành các chỉ thị trong những năm 1980 nhằm giữ gìn bản sắc văn hoá của Bhutan cũng như chính thức nắm lấy các công dân của các nhóm dân tộc khác theo chính sách "Một quốc gia, một dân tộc". Chính phủ ngụ ý rằng "văn hoá" cần được bảo tồn sẽ là của các nhóm miền Bắc Bhutan khác nhau. Để củng cố phong trào này, chính phủ buộc phải sử dụng Driglam Namzha, mã quốc gia của Bhutan và mã nghi thức. Chính sách này yêu cầu người dân trang phục trang phục của miền bắc Bhutan ở nơi công cộng dưới hình phạt tiền phạt, và tăng cường tình trạng Dzongkha là ngôn ngữ quốc gia. Nepal đã bị ngưng như là một chủ đề trong các trường học, do đó đưa nó vào vị trí của các ngôn ngữ khác của Bhutan, không ai trong số đó được dạy.Các chính sách như vậy đã bị ban đầu bởi các nhóm nhân quyền cũng như những người nhập cư kinh tế Nepal của Bhutan cộng đồng, người đã nhìn nhận chính sách để chống lại họ. Chính phủ, về phần mình, nhận thức được rằng giáo dục tiếng Nepal tự do đã khuyến khích nhập cư bất hợp pháp vào miền nam Bhutan.
Đạo luật về quyền công dân năm 1985 đã làm rõ và cố gắng thi hành Đạo luật về quyền công dân năm 1958 nhằm kiểm soát làn sóng di dân bất hợp pháp. Năm 1980, chính phủ tiến hành cuộc tổng điều tra thực tế đầu tiên. Cơ sở cho việc phân loại dân số là năm 1958 "cắt đứt", năm mà người Nepal lần đầu tiên được nhận quốc tịch Bhutan. Những cá nhân không thể cung cấp bằng chứng về nơi cư trú trước năm 1958 được đánh giá là những người nhập cư bất hợp pháp.

### Cuộc Tổng điều tra dân số đầu tiên của Bhutan (1988)
Vấn đề được đưa ra khi chính phủ Bhutan phát hiện ra trong cuộc tổng điều tra lần đầu tiên mức độ dân số của Lhotsampa. Lhotsampa của người Nepal sống ở miền nam Bhutan kể từ cuối thế kỷ XIX và đầu thế kỷ XX đã buộc phải rời khỏi Bhutan sau khi quốc gia này tiến hành cuộc tổng điều tra lần đầu tiên vào năm 1988. Tuy nhiên chính phủ đã thất bại trong việc đào tạo các quan chức điều tra dân số và điều này đã dẫn cho một số căng thẳng trong công chúng. Vị trí trong các loại điều tra dân số từ "Chính phủ Bhutan" đến "Người không phải là công dân: Di cư và Người định cư bất hợp pháp" thường là tùy tiện, và có thể thay đổi tùy tiện. Trong một số trường hợp, các thành viên của cùng một gia đình đã và đang được xếp vào các nhóm khác nhau; một số Bhutan chính thức thừa nhận đã bị bắt buộc phải chạy trốn cùng với các thành viên trong gia đình mà chính phủ coi là những người nhập cư bất hợp pháp. Những người khác ở Lhotshampa coi việc bảo vệ quyền công dân của họ là do các quan chức chính phủ ngăn cản lấy được tài liệu thích hợp, mất tài sản của họ.
Chính phủ cũng đã cố gắng thực thi việc trang phục và mã ngôn ngữ driglam namzha của người Bhutan cùng một lúc để có thể thu hút được dân số Lhotshampa vào xã hội Ngalop. Chính phủ đã giải thích các chương trình nhận dạng văn hoá của mình như một biện pháp phòng vệ trước các vấn đề chính trị đầu tiên kể từ khi nhà Wangchuck được thành lập vào năm 1907 và là mối đe dọa lớn nhất đối với sự sống còn của quốc gia kể từ thế kỷ thứ mười bẩy. Mối quan tâm chính của nó là để tránh lặp lại các sự kiện xảy ra vào năm 1975 khi chế độ quân chủ ở Sikkim bị đa số người Nepal chiếm quyền kiểm soát và Sikkim bị rơi vào tay Ấn Độ. Trong một nỗ lực để giải quyết xung đột giữa các dân tộc, Druk Gyalpo đã thường xuyên đến thăm các quận phía Nam gặp rắc rối, và ông ra lệnh cho hàng trăm "người phản động" bị bắt. Ông cũng bày tỏ lo ngại rằng dòng người Nepal lớn có thể dẫn đến nhu cầu của họ về một quốc gia riêng trong vòng 10 đến 20 năm tới, theo cách tương tự như đã xảy ra trong chế độ quân chủ độc lập một thời của Sikkim vào những năm 1970.
Tuy nhiên, các biện pháp này kết hợp để xa lánh thậm chí công dân bona fide Nepali gốc. Một số người Nepal đã bắt đầu phản đối việc phân biệt đối xử, yêu cầu được miễn các nghị định của chính phủ nhằm tăng cường bản sắc dân tộc của Bhutan. Phản ứng với các nghị định của hoàng gia ở các cộng đồng đa số ở Nepal đã nổi lên như là cuộc xung đột sắc tộc chống lại người không phải là Lhotshampa. Phản ứng cũng đã hình thành như phong trào phản đối ở Nepal và Ấn Độ trong số những người Nepal đã rời Bhutan. Druk Gyalpo bị cáo buộc là "đàn áp văn hoá" và chính phủ của ông bị các nhà lãnh đạo phản động chống lại vì vi phạm nhân quyền, bao gồm tra tấn tù nhân; bắt giữ và giam cầm tùy tiện; từ chối tiến trình hợp pháp; và hạn chế quyền tự do ngôn luận và báo chí, tổ chức và hội họp hòa bình, và quyền của người lao động. Các cuộc biểu tình chống chính quyền chống tham nhũng liên quan đến hơn 20.000 người tham dự, bao gồm một số từ một phong trào đã thành công trong việc ép buộc Ấn Độ chấp nhận tự trị địa phương cho người Nepal ở Tây Bengal, vượt biên từ Tây Bengal và Assam sang sáu huyện trên khắp Bhutan. Khi cuộc điều tra dân số chấm dứt, biên giới phía Nam của Bhutan đã trở thành một phần chiến tranh trong nhiều năm.
Hỗ trợ các hoạt động chống chính phủ là các nhóm chính trị Nepal và những người ủng hộ Nepal và Ấn Độ. Từ 2000 đến 12.000 người Nepal được báo cáo là đã trốn khỏi Bhutan vào cuối những năm 1980, và theo một báo cáo năm 1991, thậm chí các quan chức cấp cao của chính phủ Bhutan gốc Nepal đã từ chức vị trí của họ và chuyển tới Nepal. Khoảng năm triệu người Nepal sống ở các khu định cư ở Ấn Độ dọc theo biên giới Bhutan vào năm 1990. Nepal không nhất thiết phải chào đón ở Ấn Độ, nơi những cuộc xung đột sắc tộc đã âm mưu đẩy họ trở lại biên giới Bhutan không được che chở. Đảng Nhân dân Bhutan hoạt động trong cộng đồng Nepal lớn ở miền bắc Ấn Độ. Nhóm thứ hai, Diễn đàn nhân dân Bhutan về Nhân quyền, được thành lập năm 1998 tại Nepal bởi Tek Nath Rizal, một Lhotshampa và cựu quan chức đáng tin cậy của Hội đồng Tư vấn Hoàng gia, đã hành động như một trưởng liên lạc giữa chính phủ và Lhotshampa ở miền Nam, cũng như cựu thành viên của Quốc hội Bhutan. Liên đoàn Sinh viên Bhutan và Nhóm Trợ giúp Bhutan-Nepal cũng tham gia vào hoạt động chính trị.
Tháng 11/1989, Tek Nath Rizal bị cảnh sát Bhutan bắt cóc ở miền đông Nepal và trở lại Thimphu, nơi ông bị bắt giam vì tội âm mưu và phản bội. Ông cũng bị cáo buộc kích động các cuộc bạo loạn sắc tộc ở miền nam Bhutan. Rizal bị kết án tù chung thân năm 1993.

### Mâu thuẫn giữa các chủng tộc (thập niên 90)
Mâu thuẫn giữa các chủng tộc thường xảy ra trong những năm 1990. Vào tháng 2 năm 1990, những người phản động đã phát nổ một quả bom điều khiển từ xa trên cây cầu gần Phuntsholing và bắn vào một đoàn xe bảy chiếc.
Tháng 9 năm 1990, các cuộc đụng độ xảy ra với Quân đội Hoàng gia Bhutan, được lệnh không bắn vào người biểu tình. Các cuộc diễu hành nam nữ được tổ chức bởi S.K. Neupane và các thành viên khác của Đảng Nhân dân bất hợp pháp của Bhutan, báo cáo đã kêu gọi những người biểu tình đòi dân chủ và nhân quyền cho tất cả công dân Bhutan. Một số dân làng sẵn sàng tham gia biểu tình; những người khác đã làm như vậy dưới sự ép buộc. Chính phủ đã tổ chức buổi tiệc, được thành lập bởi các nhà chống chủ nghĩa đế quốc và được Đảng Quốc hội Nepal và Đảng Cộng sản Nepal (chủ nghĩa thống nhất Mác-Lênin), như một tổ chức khủng bố. Đảng đã buộc các thành viên của mình phải trang bị súng trường, súng bắn tỉa, dao và lựu đạn tự chế - vào các cuộc tấn công vào các làng mạc ở miền nam Bhutan, làm phật lòng người mặc quần áo truyền thống của người Bhutan; tống tiền; và cướp, bắt cóc, và giết người. Được báo cáo, đã có hàng trăm thương vong, mặc dù chính phủ thừa nhận chỉ có hai người thiệt mạng trong lực lượng an ninh. Các nguồn khác cho thấy hơn 300 người đã thiệt mạng, 500 người bị thương, và 2.000 người bị bắt trong cuộc đụng độ với lực lượng an ninh. Cùng với bạo lực nói trên, bắt cóc xe, bắt cóc, tống tiền, phục kích, và các vụ đánh bom xảy ra, trường học bị đóng cửa (một số đã bị phá hủy) và bưu điện, cảnh sát, y tế, lâm nghiệp, Về phần mình, các lực lượng an ninh đã bị Đảng Nhân dân Bhutan buộc tội, trong các cuộc biểu tình đối với Tổ chức Ân xá quốc tế và Cao ủy Liên Hợp Quốc về người tị nạn, với vụ giết người và hãm hiếp và thực hiện một "chế độ khủng bố". Để hỗ trợ Nepal, Tổng Thư ký của Đảng Quốc hội Nepal, đảng cầm quyền ở Nepal, đã kêu gọi Druk Gyalpo thành lập một nền dân chủ đa đảng. Một số người tổ chức các cuộc tuần hành đã bị bắt và giam giữ. Chính phủ Bhutan chỉ thừa nhận việc bắt giữ 42 người tham gia vào các hoạt động "chống quốc gia" vào cuối năm 1989, cộng thêm 3 cá nhân khác đã bị dẫn độ từ Nepal. Tất cả trừ 6 người được báo cáo sau đó được thả; những người còn lại trong nhà tù bị buộc tội phản bội. Vào tháng 9 năm 1990, hơn 300 tù nhân khác ở miền Nam được thả ra sau chuyến đi của Druk Gyalpo đến các huyện phía Nam.
Khi đối mặt với kháng chính phủ để yêu cầu đó sẽ thể chế hóa bản sắc riêng biệt trong cả nước, những người biểu tình ở miền Nam khẳng định rằng Đảng Nhân dân Bhutan được bay ở phía trước trụ sở hành chính và đảng viên được phép mang kukri, một con dao cong Nepal truyền thống, mọi lúc. Họ cũng kêu gọi có quyền không mặc trang phục quốc dân Bhutan và nhấn mạnh rằng các trường học và văn phòng chính phủ sẽ đóng cửa cho đến khi các yêu cầu của họ được đáp ứng. Các yêu cầu chưa được đáp ứng đi kèm với bạo lực và cái chết thêm vào tháng 10 năm 1990. Đồng thời, Ấn Độ cam kết "tất cả sự hỗ trợ có thể mà chính phủ hoàng gia có thể tìm kiếm để giải quyết vấn đề này" và đảm bảo rằng nó sẽ bảo vệ biên giới chống lại các nhóm muốn nhập cảnh bất hợp pháp đến Bhutan.
Vào đầu năm 1991, báo chí ở Nepal đã đề cập đến các phần tử nổi dậy ở miền nam Bhutan là "những người đấu tranh cho tự do". Đảng Nhân Dân Bhutan tuyên bố rằng hơn 4.000 người ủng hộ nền dân chủ đã bị quân đội Hoàng gia Bhutan bắt. Các cáo buộc đã được đưa ra rằng một số người bị bắt đã bị giết ngoài các trạm cảnh sát ở Bhutan và có khoảng 4.200 người đã bị trục xuất.
Để ngăn chặn và điều chỉnh sự di cư của Nepal vào Bhutan từ Ấn Độ, Druk Gyalpo đã ra lệnh kiểm tra thường xuyên hơn, kiểm tra biên giới được cải thiện và quản lý nhà nước tốt hơn ở các huyện phía Nam. Hành động ngay lập tức hình thành các lực lượng dân quân của công dân diễn ra vào tháng 10 năm 1990 như là một phản ứng dữ dội đối với các cuộc biểu tình. Các quy định về đi lại nội bộ đã được Bộ Nội vụ ban hành vào tháng 1 năm 1990 nghiêm ngặt hơn với việc phát hành thẻ căn cước đa mục đích mới. Vào cuối năm 1990, chính phủ thừa nhận những ảnh hưởng nghiêm trọng của bạo lực chống chính phủ. Đã có thông báo rằng thu nhập ngoại hối đã giảm và GDP đã giảm đáng kể do các hoạt động khủng bố.
Năm 1992, mâu thuẫn giữa các chủng tộc lại bùng phát, đỉnh điểm là cuộc di cư của Lhotshampa, vượt quá 100.000 vào năm 1996. Nhiều người Lhotshampa tuyên bố đã bị quân đội bắt giữ, bắt buộc họ phải ký tên vào "Các mẫu di trú tự nguyện" cho rằng họ đã tự nguyện rời đi.
Năm 1998, Tek Nath Rizal đã được tha thứ và rời Nepal để thành lập "Diễn đàn cho Nhân quyền".

## Các trại tị nạn ở Nepal
Trong những năm 1990, hàng ngàn Lhotshampa định cư tại các trại tị nạn do UNHCR thành lập ở Nepal. UNHCR đã nhận ra phần lớn số người đến từ năm 1990 đến năm 1993 trên cơ sở mũ mồi. Đến năm 1996, dân số của trại đã phát nổ đến 100.000 và đạt đỉnh điểm với hơn 107.000 người.
Chính phủ Nepal và UNHCR đã quản lý số bảy trại tị nạn dưới đây kể từ khi sự xuất hiện của những người tị nạn Bhutan vào những năm 1990.
Trại tị nạn ở Bhutan ở miền Đông Nepal: Timai, Goldhap, Khudunabari, Sanischare, Beldangi 1 & 2.
| Trại            | 2015   | 2014   | 2013   | 2012   | 2011   | Năm 2010 | Năm 2009 | Năm 2008 | 2007   | 2006   |
| --------------- | ------ | ------ | ------ | ------ | ------ | -------- | -------- | -------- | ------ | ------ |
| Timai           | -      | -      | -      | -      | -      | 7,058    | 8,553    | 9,935    | 10,421 | 10,413 |
| Sanischare      | 3,367  | 4,675  | 6,599  | 9,212  | 10,173 | 13,649   | 16,745   | 20,128   | 21,386 | 21,285 |
| Beldangi 1 và 2 | 13,970 | 18,574 | 24,377 | 31,976 | 33,855 | 36,761   | 42,122   | 50,350   | 52,967 | 52,997 |
| Goldhap         | -      | -      | -      | -      | -      | 4,764    | 6,356    | 8,315    | 9,694  | 9,602  |
| Khudunabari     | -      | -      | -      | -      | 9,032  | 11,067   | 12,054   | 13,254   | 13,226 | 13,506 |

### Điều kiện sống
Các điều kiện của trại ban đầu bắt đầu với tình trạng suy dinh dưỡng và bệnh tật bao gồm bệnh sởi, scorbut, bệnh lao, sốt rét, bệnh tả và bệnh tê phù, mặc dù điều kiện trại cải thiện rõ rệt trong khoảng từ 1995 đến 2005. Giáo dục là một trong những dịch vụ tốt nhất được cung cấp trong các trại, vùng nông thôn của Nepal. Tuy nhiên, trại tập trung quá mức vào năm 2006. Suy dinh dưỡng, do vấn đề phân chia lương thực dựa vào tuổi, bạo lực đối với phụ nữ và trẻ em, cũng như việc cách ly và cực đoan vẫn là những vấn đề nghiêm trọng.  Người Bhutan ở Nepal sống trong điều kiện bị hạn chế kiểm soát phong trào, khả năng hạn chế để làm việc, và giới hạn truy cập đến hệ thống tư pháp địa phương Tổ chức nhân đạo Đan Mạch, sơ cứu y tế toàn cầu đã hỗ trợ người tị nạn Bhutan ở Nepal.
Kể từ năm 2009 dân số của các trại giảm như có thể được nhìn thấy trong bảng ở trên. Do sự giảm này các trại Goldhap và Timai đã được sáp nhập với trại Beldangi II. Các văn phòng đang chuẩn bị để kết hợp hoặc kết hợp các trại khác và dự kiến sẽ hoàn thành các hoạt động tái định cư tị nạn trong vòng 10 năm. Đến năm 2015, chỉ còn các trại Beldangi và Sanischare, với tổng cộng 17.337 cư dân. Tuy nhiên, có khoảng 10.000 người t ref nạn trong các trại, những người này hoặc là không hội đủ điều kiện hoặc không muốn được tái định cư. Còn lại chủ yếu là người cao tuổi đã mất mạng lưới hỗ trợ của họ thông qua tái định cư - và bị ảnh hưởng bởi việc gia tăng tỷ lệ trầm cảm, lạm dụng chất gây nghiện và tự sát.

### Tranh cãi
Chính phủ Bhutan tuyên bố rằng trong số đó có người Nepal địa phương bị thu hút bởi các nguồn lực của họ. Cho dù những người tị nạn xứng đáng với nhãn của "người tị nạn Bhutan" được hỏi dựa trên thực tế rằng không có sàng lọc thích hợp được thực hiện bởi các UNHCR khi họ mở các trại. Alenxander Casella, một giám đốc một lần trong UNHCR, viết "Thông thường, UNHCR, trước khi can thiệp, sẽ tiến hành một cuộc khảo sát của các vụ kiện để xác định chính xác quốc tịch và lý do họ khởi hành. Có phải này được thực hiện, kết luận không thể tránh được sẽ là mà đa số đã thực sự Nepal và do đó, bởi thực tế là họ ở đất nước của họ, không đủ điều kiện cho tình trạng tị nạn".

### Tự nguyện trở về
Năm 2000, sau nhiều năm thảo luận, Bhutan và Nepal đã đạt được thoả thuận về việc trả tự do cho một số người tị nạn Bhutan sống trong các trại của Nepal. Tuy nhiên, các điểm tranh cãi bao gồm một số cư dân trong trại giam chưa bao giờ là công dân, hay một số người thậm chí không phải là cư dân, của Bhutan trước khi đạt được tình trạng t ref nạn. Hơn nữa, chính phủ Bhutan đã coi nhiều nhóm chính trị trong cộng đồng Lhotshampa Nepal, như Đảng Nhân dân Bhutan (BPP) và Đảng Dân chủ Nhân dân Bhutan (BNDP), là nhóm khủng bố hoặc chống lại các quốc gia. Làm phức tạp thêm việc hồi hương, đất đai và tài sản khác trước đây do những người tị nạn Lhotshampa giữ lại đã được các người định cư Ngalop, kể cả chính phủ và các thành viên quân đội, chiếm giữ và tiếp quản bởi chính phủ khuyến khích.
Tháng 3 năm 2001, lần kiểm tra đầu tiên những người t ref nạn Bhutan được phép hồi hương bắt đầu ở các trại tị nạn Nepal. Thực tế hồi hương sau đó đã được ước tính sẽ xảy ra trong vòng một năm. Tuy nhiên, tiến trình bị đình trệ trong hơn một thập kỷ. Năm 2003, một đội xác minh của Bhutan đã bị tấn công và bị thương ở Jhapa, dẫn tới sự chậm trễ hơn nữa. Tính đến năm 2011, hơn 200 người tị nạn trong trại tị nạn Khudunabari đã được chứng nhận. Tuy nhiên, không có người tị nạn người Bhutan nào được hồi hương. Tháng 4 năm 2011, Bhutan và Nepal lại mở các cuộc đàm phán về hồi hương, tuy nhiên UNHCR vẫn cam kết tái định cư ở nước thứ ba trong bối cảnh Bhutan từ chối đảm bảo quyền công dân đầy đủ và các quyền con người khác cho người trở về. Tính đến tháng 7 năm 2011, chính phủ của Bhutan và Nepal đã tổ chức ít nhất 15 vòng đàm phán song phương mà không có giải pháp thực tế; mặc dù các phương tiện truyền thông của nhà nước Bhutan đã nhấn mạnh đến sự nhấn mạnh của Bhutan về các cuộc đàm phán tiếp tục với Nepal, nó đã báo hiệu sự ưu tiên của họ đối với việc tái định cư ở nước thứ ba. Nepal, về phần mình, đã không chấp nhận người tị nạn vào dân số của chính mình.
Bộ Ngoại giao Hoa Kỳ đã xác định các nhà lãnh đạo trong các trại tị nạn nhằm vào hồi hương làm cản trở một số nỗ lực tái định cư thông tin và đe dọa mặc dù nhìn chung triển vọng nghèo nàn về hồi hương.

### Tái định cư nước thứ ba
Trong nhiều năm chính phủ của Nepal đã không cho phép người tị nạn Bhutan tái định cư. Điều này chỉ thay đổi trong nửa sau của những năm 2000, sau những cuộc đàm phán dài. Người tị nạn ở Bhutan là một nhóm hấp dẫn đối với các quốc gia tiếp nhận vì họ ít rủi ro về an ninh hơn ví dụ như những người tị nạn Iraqki, Somali hoặc Afghan
Hiệp hội UNHCR và các đối tác khác mà đã lập nên "Nhóm chính về người Bhutan tị nạn ở Nepal" công bố trong năm 2007, để tái định cư phần lớn 108 000 người đã đăng kí là người Bhutan tị nạn Mỹ đề nghị lấy 60.000 người và bắt đầu nhận được họ trong năm 2008. Úc, Na Uy, Hà Lan và Đan Mạch đề nghị giúp tái định cư 10,000 người mỗi nước và New Zealand đề nghị giúp tái định cư 600 người tị nạn trong khoảng năm năm bắt đầu từ năm 2008. Tháng giêng năm 2009, hơn 8,000 người và trước tháng mười một năm 2010 hơn 40.000 Bhutan người tị nạn đã được tái định cư ở các quốc gia khác nhau. Canada đã chấp nhận thêm 6,500 Bhutan người tị nạn đến cuối năm 2014. Na Uy đã tái định cư 200 Bhutan người tị nạn và Canada đã đồng ý chấp nhận đến 5000  người qua trong 2012.
Vào tháng mười năm 2015 nó đã được thông báo rằng 100,000 người tị nạn đã được tái định cư ở nước ngoài (85% số họ đến Mỹ) trong tháng 2 năm 2017 số đó đã tăng  lên thành 108,513.
Theo Raj Khadka tái định cư đã tạo cơ hội để bắt đầu cuộc sống mới cho những người tị nạn, nhưng những thách thức mà họ gặp phải trên thị trường lao động là một trở ngại lớn trong việc xây dựng chính mình ở những quốc gia mới hoàn toàn khác biệt.
| Nước           | Tháng giêng năm 2011 | Ngày 2013 | Ngày 2017 |
| -------------- | -------------------- | --------- | --------- |
| Úc             | 2,186                | 4,190     | 6,204     |
| Canada         | 2,404                | 5,376     | 6,773     |
| Đan Mạch       | 326                  | 746       | 875       |
| Hà lan         | 229                  | 326       | 329       |
| New Zealand    | 505                  | 747       | 1,075     |
| Na Uy          | 373                  | 546       | 570       |
| Vương Quốc Anh | 111                  | 317       | 358       |
| Hoa Kỳ         | 34,969               | 66,134    | 92,323    |